# Kroatiska flygvapnet och luftförsvaret
Kroatiska flygvapnet och luftförsvaret (kroatiska: Hrvatsko ratno zrakoplovstvo i protuzračna obrana, akronym HRZ i PZO) är det formella namnet för det kroatiska flygvapnet och luftvärnet som är en av den kroatiska försvarsmaktens tre försvarsgrenar. Flygvapnets primära syfte är att försvara landets luftrum, dess suveränitet och territoriella integritet.  

## Historia
Det moderna kroatiska flygvapnet har sina rötter i det österrisk-ungerska flygvapnet och senare jugoslaviska flygvapnet. Det grundades under det kroatiska självständighetskriget år 1991 som ett svar på den då nyligen självständiga statens behov av ett luftförsvar. Under det kroatiska självständighetskriget deltog flygvapnet i de militära operationer, däribland operation Storm, som slutligen skulle komma att betvinga fiendestyrkorna bestående av serbiska och montenegrinska reguljära och paramilitära enheter.        
Efter år 2003 moderniserades eller uppgraderades en stor del av den kroatiska flygflottan och föråldrade luftfarkoster togs ur bruk. 

## Organisation
- Kroatiska flygvapnet och luftförsvarets kommando 
  - 91:a flygbasen - Zagreb, Pleso
    - 91:a flygbasens kommando
    - Kommandokompaniet
    - 91:a flygbasens stridsflygsflottilj
    - 91:a flygbasens transportflygsflottilj
    - 91:a flygbasens multifunktionella helikopterflottilj
    - 91:a flygbasens aeronautisk-tekniska bataljon

  - 93:e flygbasen - Zadar, Zemunik
    - 93:e flygbasens kommando
    - Kommandokompaniet
    - 93:e flygbasens transporthelikopterflottilj
    - 93:e flygbasens brandbekämpningsflottilj
    - 93:e flygbasens flygplansflottilj
    - 93:a flygbasens aeronautisk-tekniska bataljon
    - Kommandokompaniet

  - Luftbevakningsbataljonen
  - Kroatiska flygvapnet och luftförsvarets träningscenter

## Befälhavare

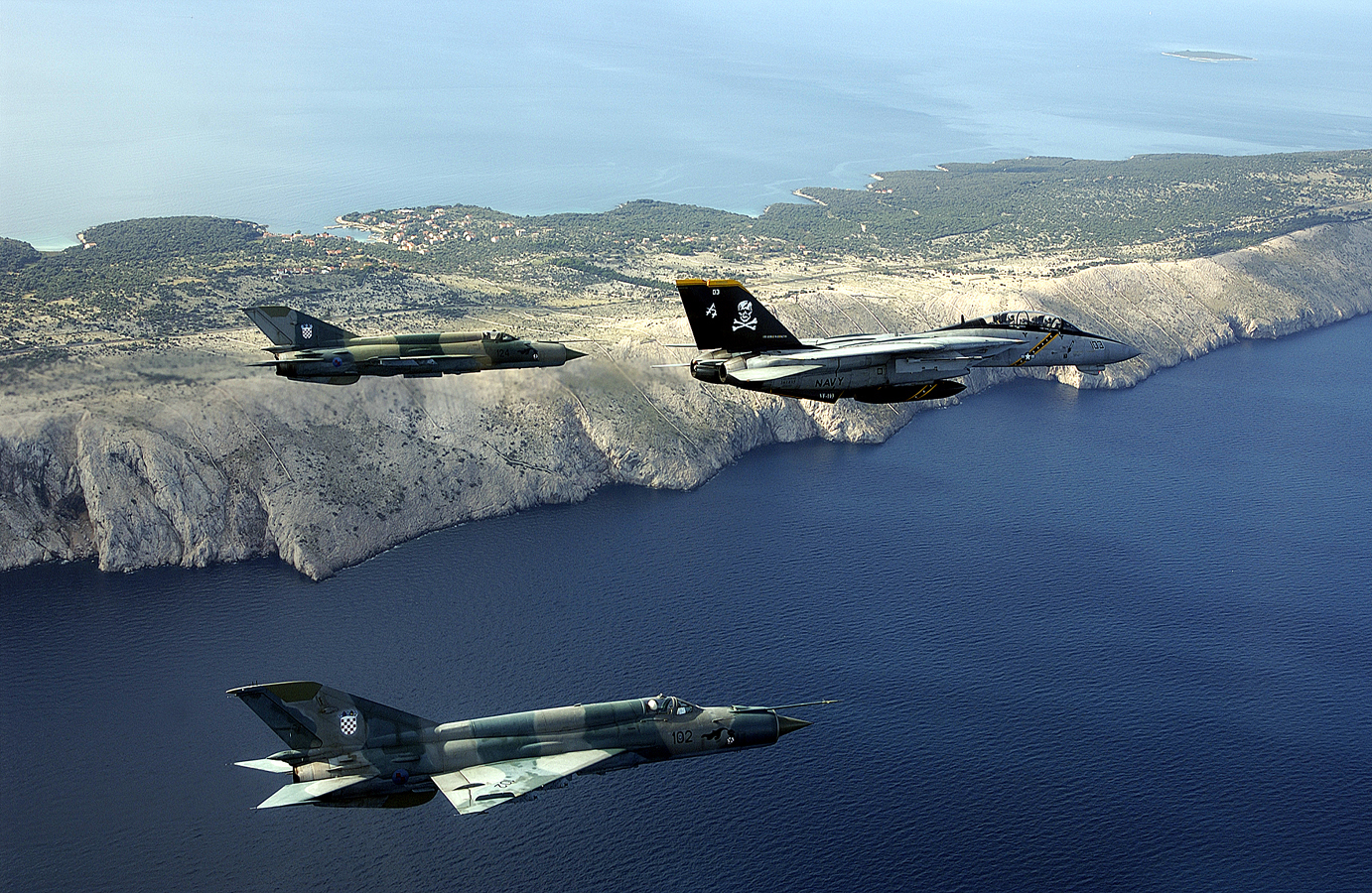
Kroatiska och amerikanska flygvapnet i samövning i kroatiskt luftrum år 2002.

| Befälhavare       | Tjänsteperiod |
| ----------------- | ------------- |
| Imra Agotić       | 1991–1996     |
| Vid Stipetić      | 1996–2002     |
| Josip Čuletić     | 1996–2001     |
| Josip Štimac      | 2001–2002     |
| Viktor Koprivnjak | 2002–2007     |
| Vlado Bagarić     | 2007–2011     |
| Dražen Šćuri      | 2011–         |

## Luftfarkoster

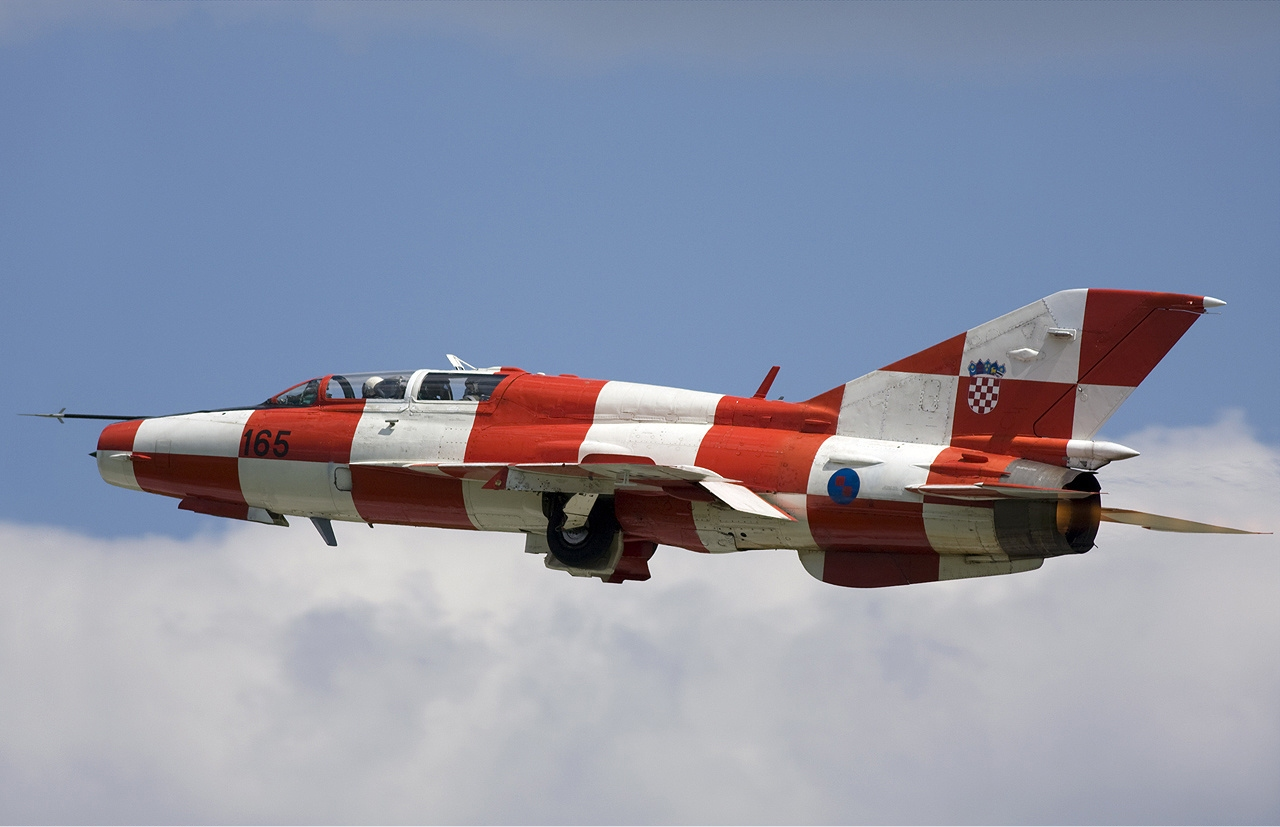
Det röd-vit-rutiga stridsflygplanet (av typen MiG-21UMD) populärt kallad Kockica (Tärningen).

| Luftfarkost                        | Ursprungsland  | Typ            | Version        | Antal i tjänst |
| Stridsflygplan                     | Stridsflygplan | Stridsflygplan | Stridsflygplan | Stridsflygplan |
| ---------------------------------- | -------------- | -------------- | -------------- | -------------- |
| MiG-21                             | Sovjetunionen  | jaktflygplan   | MiG-21bis/UMD  | 12             |
| Luftfarkoster för vattenbegjutning |                |                |                |                |
| CL-415                             | Kanada         | vattenbombare  |                | 6              |
| AT-802                             | USA            | brandbekämpare |                | 6              |
| Helikoptrar                        |                |                |                |                |
| Mil Mi-17                          | Ryssland       | transport/SAR  | Mi-8/17/171    | 22             |
| Luftfarkoster för träning          |                |                |                |                |
| PC-9                               | Schweiz        | skolflygplan   |                | 17             |
| Bell 206                           | USA            | skolhelikopter |                | 8              |